# بستانه
 بستانه  ، قرية صغيرة تتبع البلدة المركزية (بالفارسية: بخش مرکزی شهرستان بندر لنگه) من توابع مدينة لنجة وتقع في محافظة هرمزگان في جنوب إيران. « بستانه » ميناء صغير يطل على الخليج العربي

## السكان
يبلغ عدد سكان هذه القرية حسب تعداد السكان لعام 2006 للميلاد، (112 ) نسمه تشكل (30 عائلة) ، من أهل السنة والجماعة وعلى المذهب الشافعي. لهم مسجد، ومدرسة، وعيادة صحية صغيرة، وبرك لحفظ مياه الأمطار، يمتهنون بتربية المواشي والزراعة، ولهم 2000 نخلة مثمرة،.يمتهنون بمهنة الزراعة وتربية المواشي، والأغنام، وصيد الأسماك. يتكلم السكان اللغتين العربية والفارسية المحلية.